# Roly Bonevacia
Roly Bonevacia (Lelystad, 18 ottobre 1991) è un calciatore olandese, originario di Curaçao, centrocampista dello Sreenidi Deccan.

## Carriera

### Club
Arrivato nelle giovanili dell'Ajax nel 2001, debutta in campionato il 14 agosto 2010 contro l'AZ Alkmaar. Con i lancieri il 15 maggio vince l'Eredivisie nello scontro diretto vinto per 3-1 contro il Twente. Nell'estate del 2011 viene ceduto in prestito al NAC Breda. Debutta ufficialmente alla prima di campionato da titolare contro il Twente (0-1). Tornato all'Ajax dopo 18 presenze di campionato, il 2 gennaio 2013, in scadenza coi lancieri a giugno, passa al Roda JC firmando un contratto fino al 2015. Debutta da titolare in campionato il 20 gennaio nella vittoria per 2-0 contro il NEC. Segna il suo primo gol nella Eredivisie il 5 maggio seguente in NAC-Roda 5-3. Conclude la sua prima stagione al Roda con 15 presenze e 1 gol più i playout.
Il 25 luglio 2014 si trasferisce ai Wellington Phoenix, squadra che milita nella A-League.
Il 16 maggio 2017 passa al Western Sydney Wanderers.

### Nazionale
Tra il 2007 e il 2008 ha collezionato 9 presenze in Under-17, dal 2009 al 2011 in Under-19 e dall'estate del 2011 in quella Under-21 allenata da Cor Pot.

## Palmarès

### Club

#### Competizioni nazionali
- Campionato olandese: 1

Ajax: 2010-2011